# Lembruk
Lembruk (dawniej Lembruki, niem. Langenbrück) – wieś w Polsce położona w województwie warmińsko-mazurskim, w powiecie mrągowskim, w gminie Mrągowo. W latach 1975–1998 miejscowość administracyjnie należała do województwa olsztyńskiego.
Wieś mazurska położona pomiędzy Pilcem a Kiersztanowem przy drodze do Mrągowa.

## Historia
Wieś czynszowa powstała w 1371 r., kiedy to wielki mistrz Winrych von Kniprode nadał 10 włók sołeckich na prawie chełmińskim Klawkowi Garnmeisterowi z Elbląga w okolicy zwanej Ruskayn. Zasadźca zobowiązany był do jednej służby zbrojnej. W rejestrze czynszowym z 1437 r. wymienia się pięć dóbr służebnych w Lembruku. Wieś została zniszczona w czasie wojny trzynastoletniej (1454-1466) i wojny polsko-krzyżackiej z lat 1519-1521. Opuszczone tereny zasiedlano ponownie w XVI wieku. 
Kolejne nadanie ziemi dotyczyło Stanisława Piotrowskiego, który otrzymał 11 pustych włók od księcia Albrechta, zakupionych w 1532 r. od Jana von der Gablenza (starosta sześcieński). Powstał folwark oraz wieś. W 1591 r. wieś należała do Macieja Kosaka, który sprzedał ją Walentemu Bortackiemu, co w 1621 r. poświadczyli siostrzeńcy Kosaka, Bartłomiej i Urban Zusichowie, spadkobiercy majątku w Pilcu. 
W 1651 r. Lembruk miał 40 włók i mieszkało tu 18 gospodarzy. Przed 1740 we wsi powstała szkoła. W 1785 r. we wsi było 31 domów. W dokumentach z 1818 r. wymieniany jest nauczyciel Jan Serowy, który uczył w lembruckiej szkole (po polsku) 28 dzieci. W 1822 r. Lembruk był wsią chełmińską po uwłaszczeniu i liczył 195 mieszkańców. W 1838 r. były tu 43 domy i 325 mieszkańców. W 1849 r. we wsi były 44 budynki mieszkalne z 329 mieszkańcami. W 1853 roku, ze skupu gruntów chłopskich, należących do gruntów Lembruka,  utworzono majątek dworski Pawłowięta (Paulinenhof).
W 1928 r. wieś i wybudowanie zamieszkiwało 319 osób. W 1938 r. we wsi szkoła była dwuklasowa i uczyło się w niej 46 dzieci. W 1939 r. we wsi mieszkało 278 osób i było 60 gospodarstw domowych, w tym 12 rolniczych, z których trzy miały wielkość w granicach 0,5-5 ha, dwa w granicach 5-10 ha, pięć w granicach 20-100 ha i ponad 100 ha. 
W czasie drugiej wojny światowej w Lembruku był duża baza stacji radarowych pierwszej kategorii wykrywania, obsługująca Wilczy Szaniec. Miała kryptonim Rozgwiazda a przebywało w niej ponad 200 osób obsługi. Znajdował się tam prawdopodobnie ciężki radar typu Fu MG-65 o zasięgu 70 km.